# Zwartstaartastrild
De zwartstaartastrild (Glaucestrilda perreini synoniem: Estrilda perreini) is een vogel uit de familie van de prachtvinken (Estrildidae). 

## Verspreiding en leefgebied
Deze soort telt twee ondersoorten:
- G. p. perreini: van Gabon tot noordelijk Angola en oostelijk naar zuidelijk Tanzania.
- G. p. incana: van zuidelijk Malawi en Mozambique tot oostelijk Zuid-Afrika.